# 順興郡
順興郡（スンフンぐん、じゅんこうぐん、朝鮮語: 순흥군、1895年〜1914年）は、李氏朝鮮末期と日本統治時代の朝鮮の安東府（1895年〜1896年）と慶尚北道（1896年〜）の下位行政区域である。

## 沿革
- 高句麗 - 及伐山郡
- 新羅 景徳王 - 岌山郡に改称して朔州の領県とした。
- 高麗 940年（太祖23年）- 興州に改称した。
- 1018年（顕宗9年）- 安東府に属したが順安県に転属。
- 1172年（明宗2年）- 初めて監務設置。
- 忠烈王 - 興寧県に昇格して県令を設置。
- 忠粛王 - 知興州事に昇格。
- 忠穆王 - 順興府に昇格。
- 朝鮮 1413年（太宗13年）- 順興都護府に昇格。
- 1457年（世祖3年）- 端宗復位運動で都護府が廃止され、その領域を近くの郡県に分散させた。
- 1683年（粛宗9年）に順興都護府が再興。1829年（純祖29年）には一時降格されて県監を置いたことがあった。
- 1895年6月23日（旧暦閏5月1日）- 安東府順興郡になる[1]。
- 1896年8月4日 - 慶尚北道順興郡になる[2]。
- 1913年1月1日 - 栄川郡北面を編入し、所属した洞里を隣接する面に編入させて廃止した。[3][4]

| 道令第3号          |              |
| 旧行政区域         | 新行政区域   |
| 北面지곡동         | 丹山面の一部 |
| 北面오록동         | 水息面の一部 |
| 北面답곡동、봉래동 | 鳳陽面の一部 |
| 北面매곡동         | 龍岩面の一部 |

## 1914年以降
- 1914年4月1日 - 順興郡を廃止して栄州郡と奉化郡に分割編入された。[5]廃止当時、内竹面・大平面・東元面・丹山面・鳳陽面・道講面・龍岩面・水息面・花川面・寿民丹面の10面を管轄した。[6]

| 府令第111号 |            |            |                                                |
| 旧行政区域 | 新行政区域 | 新行政区域 | 新行政区域                                     |
| 大平面상덕현리/하덕현리、동호리/후촌리/하촌리/당촌리 일부、아신리/봉양리/성하리/사현정리/(내죽면)성북리、지동/죽동/호방동/당촌리 일부、상대리/하대리/묵동/정상동 | 栄州郡     | 順興面     | 덕현리、석교리、읍내리、지동리、태장리         |
| 内竹面속수리/원촌리/죽촌리、배점리、옥계리/여근리 | 栄州郡     | 順興面     | 内竹里、배점리、청구리                         |
| 丹山面남목리/상단곡리/하단곡리、마락리、남동/병산리/대지리/오현리/증석리、옥대리/지곡동/성곡리、조작리/삼거리/좌석리 | 栄州郡     | 丹山面     | 단곡리、마락리、병산리、옥대리、좌석리         |
| 東元面오현리/이목리/구구리 일부/등영리 일부/상암리 일부、구미리/오상리/등영리 일부/구구리 일부、사천리/상암리 일부 | 栄州郡     | 丹山面     | 구구리、東元里、사천리                         |
| 鳳陽面마흘천리/남대리、답곡동/상호문리/하호문리、신기동/송구리/북지리 일부、북지리 일부/봉래동 일부/상사문리/하사문리、대율리/상임곡리/하임곡리 | 栄州郡     | 浮石面     | 남대리、노곡리、북지리、소천리、임곡리         |
| 龍岩面감곡리/석남리/(도강면)도복리/영모리、고산리/(도강면)상석리、본리/교천리、우곡리/(도강면)우곡리 | 栄州郡     | 浮石面     | 감곡리、상석리、龍岩里、우곡리                 |
| 道講面모치리/보계리/각암리 | 栄州郡     | 浮石面     | 보계리                                         |
| 物野面가평리/팔은리/개단리 일부/(순흥군 수식면)산운리 일부、개단리 일부、방평리/북지리 일부/동막리 일부 | 奉化郡     | 物野面     | 가평리、개단리、북지리                         |
| 水息面천곡리/운평리/사동/(봉화군 물야면)구미리/수식리 일부、황산리/창상리/창하리/(봉화군 물야면)수식리 일부、조양리/압동/사곡리、오록리/산운리 일부、오전리/덕산리 | 奉化郡     | 物野面     | 두문리、水息里、압동리、오록리、오전리         |
| 花川面도촌리 일부/망년리 일부、도촌리 일부/(수민단면)건정리 일부/적덕리、본리/망년리 일부 | 奉化郡     | 乃城面     | 도촌리、적덕리、花川里                         |
| 寿民丹面사산리/상리/하리 | 奉化郡     | 乃城面     | 民舟里                                         |
| 乃城面거촌리/유곡리 일부/황전리 일부/(서면)하눌리 일부/(북면)세암리 일부、삼계리/(물야면)북지리 일부/(순흥군 화천면)신흥리、호평리/입석리 일부/(서면)반송리 일부/(순흥군 수민단면)건정리 일부、토곡리/유곡리 일부/탑평리 일부/(물야면)동막리 일부/(북면)신기리 일부、포저리/황전리 일부 | 奉化郡     | 乃城面     | 거촌리、삼계리、석평리、유곡리、포저리、해저리 |
- 順興面は内竹面と大平面が合併して順興郡から名前をとって順興面とした。
- 丹山面は1914年に東元面と合併して存続の丹山面の名前を維持した。
- 浮石面は鳳陽面・道講面・龍岩面が合併して浮石寺の由来をとって浮石面とした。
- 物野面は1914年に水息面と合併して存続の物野面の名前を維持した。
- 乃城面は1914年に花川面・寿民丹面と合併して存続の乃城面の名前を維持した。